# Terje Langli
Terje Bjarte Langli (Steinkjer, 3 februari 1965) is een Noors langlaufer. 

## Carrière
Langli nam deel aan de Olympische Winterspelen 1988 maar won deze spelen geen medailles. Langli werd in 1991 zowel wereldkampioen op de 10 kilometer klassiek als op de estafette. Een jaar tijdens de Olympische Winterspelen 1992 in het Franse Albertville won Langli de bronzen medaille op de 30 kilometer klassiek en de gouden medaille op de estafette. In 1993 prolongeerde Langli zijn wereldtitel op de estafette.

## Resultaten

### Olympische Winterspelen
| Jaar | Plaats      | Resultaten                                                                   |
| ---- | ----------- | ---------------------------------------------------------------------------- |
| 1988 | Calgary     | 12e 15 km klassiek 6e 4x10 km estafette                                      |
| 1992 | Albertville | 20e 10 km klassiek · 30 km klassiek · 18e 50 km klassiek · 4x10 km estafette |

### Wereldkampioenschappen langlaufen
| Jaar | Plaats        | Resultaten                                                                         |
| ---- | ------------- | ---------------------------------------------------------------------------------- |
| 1987 | Oberstdorf    | 11e 15 km klassiek · 6e 30 km klassiek · 4x10 km estafette                         |
| 1989 | Lahti         | 15e 30 km klassiek                                                                 |
| 1991 | Val di Fiemme | 10 km klassiek · 4e 30 km klassiek · 4x10 km estafette                             |
| 1993 | Falun         | 7e 10 km klassiek · 6e 30 km klassiek · 5e op de achtervolging · 4x10 km estafette |
| 1995 | Thunder Bay   | 22e 30 km klassiek                                                                 |